# Porzana flaviventer
Porzana flaviventer là một loài chim trong họ Rallidae.